# Liste de ponts de Vaucluse

## Ponts de longueur supérieure à 100 m
Les ouvrages de longueur totale supérieure à 100 m du département de Vaucluse sont classés ci-après par gestionnaires de voies.

### Autoroute
• Pont de Bonpas
• Pont de Cavaillon (livraison fin 2015)

### Routes nationales
- Pont de Bonpas

### Routes départementales
- Pont de Mirabeau sur la Durance

### Voie ferrée
- Double viaduc TGV d'Avignon sur le Rhône
- Viaduc de Cavaillon sur la Durance
- Viaduc de Cheval-Blanc sur la Durance
- Viaduc de Mondragon-Vénéjan sur le Rhône
- Viaduc de Mornas sur le Rhône
- Viaduc d'Orgon sur la Durance
- Viaduc de Roquemaure sur le Rhône

## Ponts de longueur comprise entre 50 m et 100 m
Les ouvrages de longueur totale comprise entre 50 et 100 m du département de Vaucluse sont classés ci-après par gestionnaires de voies.

## Ponts présentant un intérêt architectural ou historique
Les ponts de Vaucluse inscrits à l’inventaire national des monuments historiques sont recensés ci-après.
- Pont Saint-Bénézet - Avignon
- Pont sur l'Ouvèze - Bédarrides - XVIIe siècle ; XVIIIe siècle
- Pont à coquille franchissant l'Aigue-Brun - Bonnieux
- Pont Julien - Bonnieux
- Pont suspendu - Cadenet - XIXe siècle
- Pont - Cavaillon - XVIIIe siècle
- Pont-aqueduc dit La Canaù - Cavaillon - XVIe siècle
- Pont-aqueduc de Galas - Fontaine-de-Vaucluse - XIXe siècle
- Pont-aqueduc des Cinq-Cantons - Loriol-du-Comtat - XIXe siècle
- Pont à coquille sur l'Aigue-Brun - Lourmarin
- Pont de la Meirette - Lourmarin - XVIIe siècle
- Pont suspendu franchissant la Durance (ancien) - Mérindol
- Pont - Mirabeau - XIXe siècle
- Pont suspendu de Mirabeau (ancien) - Mirabeau - XIXe siècle
- Pont - Pertuis - XIXe siècle ; XXe siècle
- Pont dit Pont de Saint-Antoine - Pertuis - XVIIIe siècle
- Pont des Arméniers - Sorgues - XXe siècle
- Pont - La Tour-d'Aigues - XVIIe siècle
- Pont romain - Vaison-la-Romaine - Antiquité ; Haut-Empire
- Pont - Valréas - XIXe siècle
- Pont - Villelaure - XVIIIe siècle

## Sources
Base de données Mérimée du Ministère de la Culture et de la Communication.